# پیکهرست، نیو ساوت ولز
پیکهرست (به انگلیسی: Peakhurst) یک حومه شهر در استرالیا است که در نیو ساوت ولز واقع شده‌است.